# Halichoeres trispilus
Halichoeres trispilus es una especie de peces de la familia Labridae en el orden de los Perciformes.

## Morfología
Los machos pueden llegar alcanzar los  cm de longitud total.

## Distribución geográfica
Se encuentran en Sudáfrica, Maldivas y Mauricio.